# Lovoš
Der Lovoš (deutsch Lobosch, 570 m) ist ein Berg im Böhmischen Mittelgebirge in Tschechien. Markant ist die doppelgipfelige Kegelform mit der schroffen um 30° steilen Südflanke. Seit 1948 steht der Berg auf 74,53 ha als Nationales Naturreservat unter staatlichem Schutz.

## Lage und Umgebung
Der Lovoš befindet sich im linkselbischen Teil des Böhmischen Mittelgebirges unmittelbar nordwestlich von Lovosice (Lobositz). An seinem Fuß befinden sich das Elbdorf Malé Žernoseky (Kleintschernosek) sowie die kleinen Orte Oparno (Wopparn), Bílinka und Vchynice.
An der Ost- und Nordflanke verläuft die Nordböhmische Transversalbahn im Abschnitt Lovosice–Teplice. Westlich verläuft die Europastraße 55, die seit Dezember 2016 als neue Autobahn D8 um den Berg führt.
Auf dem Gipfel befindet sich eine Touristenbaude des Klub českých turistů (Klub tschechischer Touristen / KČT).

## Geologie
Der Hauptgipfel des Lovoš besteht hauptsächlich aus Basalt. Der Kybyčka (Kibitschken, 489 m) genannte Nebengipfel ist aus Phonolith (Klingstein) aufgebaut.

## Baude

Tafel für die Schwarzenberghütte

Eine erste Baude auf dem Gipfel wurde von 1881 bis 1892 errichtet. Nach einem Brand 1918 ließ Fürst von Schwarzenberg 1924 eine neue Hütte errichten. Nach dem Zweiten Weltkrieg verfiel sie allmählich. Nach einer Rekonstruktion ab 1977 ist sie seit 1981 wieder in Betrieb.

## Aussicht

Aussichtsplattform am Gipfel

Malerisch ist die Aussicht von der Plattform am Gipfel auf die Berge des Böhmischen Mittelgebirges. Vor allem beeindruckt die massige Gestalt des Milešovka (Milleschauer) mit seinem Nachbarn Kletečná (Kletschen) im Nordwesten. Nach Osten fällt der Blick auf den Lauf der Elbe mit der Porta Bohemica. Nach Süden dehnt sich die weite Egerniederung aus, dort ist 10 km südwestlich auch das Wahrzeichen des Böhmischen Mittelgebirges – die Hazmburk (Hasenburg) – sichtbar.

## Wege zum Gipfel
- Von Bílinka aus führt ein Fahrweg zum Gipfel, der gleichzeitig den bequemsten Aufstieg darstellt. Diese Route ist mit gelben Wegzeichen markiert.
- Einen günstigen Ausgangspunkt stellt der Haltepunkt Lovosice město an der Eisenbahnstrecke Prag–Děčín dar. Von dort führt ein grün markierter Wanderweg durch die steile Südflanke des Berges zum Gipfel.
- Auch von Malé Žernoseky ist ein Aufstieg entlang einer gelben Markierung möglich. Der Weg führt zunächst ein Stück durchs Opárenské údolí (Wopparner Tal) und dann entlang der Císařské schody (Kaiserstufen) durch schönen Laubwald hinauf.
- Auf der Route des ehemaligen Kegelweges führt von der Bahnstation Oparno auf einer blau markierten Strecke der kürzeste Weg auf den Berg.